# Eckart Modrow

Eckart Modrow

Eckart Modrow (* 18. Februar 1948) ist ein deutscher Pädagoge und Sach- und Lehrbuchautor.
Modrow war Lehrer des Max-Planck-Gymnasiums in Göttingen für Mathematik, Physik und Informatik und ist Autor zahlreicher Fachwerke über Informatik und Didaktik des Informatik-Unterrichts. 2003 wurde er in Informatikdidaktik an der Martin-Luther-Universität Halle-Wittenberg bei Wilfried Herget promoviert. Seit Dezember 2005 ist er zudem Honorarprofessor für Informatik an der Georg-August-Universität Göttingen.

## Einsatz für grafische Programmiersprachen in der Lehre
In der letzten Zeit setzt sich Eckart Modrow stark für die Verwendung von erziehungsorientierten visuellen Programmiersprachen in der Lehre ein. Die Vorteile und zunehmende Popularität der für Kinder konzipierten Programmiersprache Scratch haben eine weltweite Aufmerksamkeit von IT-Didaktikern auf deren Weiterentwicklung BYOB/Snap! ausgelöst, da dies auch für den fortgeschrittenen Informatikunterricht geeignet ist. Eckart Modrow erkannte dieses Potenzial früh und trug durch Fachartikel, ein Vorlesungsskript sowie Vorträge und Lehrerfortbildungen dazu bei, dass auch der deutsche Informatikunterricht von BYOB/Snap! profitieren kann. 2013 kam BYOB erstmals in deutschen Abiturprüfungen zum Einsatz.

## Werke
- Modrow, Strecker: Didaktik der Informatik (2016)[8]
- Informatik mit Java, Band 1 (2006)
- Theoretische Informatik mit Delphi (2005)
- Technische Informatik mit Delphi (2004)
- Informatik mit Delphi, Band 2 (2003)
- Informatik mit Delphi, Band 1 (2002)
- Automaten, Schaltwerke, Sprachen (1992)
- Zur Didaktik des Informatik-Unterrichts, Bd. 2 (1992)[9]
- Zur Didaktik des Informatik-Unterrichts, Bd. 1 (1991)[10]
- Dateien. Datenbanken. Datenschutz. (1988)

## Preise
- Wilhelm-Schickard-Preis (Informatik) des Deutschen Vereins zur Förderung des mathematischen und naturwissenschaftlichen Unterrichts (MNU) im Jahr 2003[11]
- Preis der Stiftung NiedersachsenMetall im Jahr 2007 für Initiierung eines Schulversuchs im Fach Informatik, „stellvertretend für die vielen herausragenden Arbeiten von Herrn Dr. Modrow“[12]
- Ehren-R.W.-Pohl-Medaille der Fakultät für Physik der Georg-August-Universität Göttingen im Wintersemester 2015/2016 für jahreslanges Engagement in der Veranstaltung Einführung in die Programmierung in den Naturwissenschaften